# Ognenny Ostrov
Ognenny Ostrov (en russe : Огненный остров, littéralement « Île du Feu ») est une petite île du lac Novozero de l'oblast de Vologda, en Russie située à environ 400 kilomètres au nord de Moscou. Elle abrite un ancien monastère, transformé en une prison de haute sécurité.
Ce monastère orthodoxe a été fondé sur cette île en 1517 par saint Cyrille de Novozero, qui avait observé « une colonne de feu » frapper l'île. Les bâtiments du monastère furent utilisés comme toile de fond du film Kalina krasnaïa de Vassili Choukchine (1973) et dans certains des récits de l'écrivain russe Alexandre Iachine.
Après la révolution d'Octobre de 1917, il fut transformé en prison pour « ennemis de la révolution ». Durant les années 1930 et 1940, il fonctionna comme bagne pour les victimes des purges de Staline. Après la mort de Staline, en 1953, il devint une prison ordinaire pour criminels de droit commun dangereux.
Enfin, depuis 1997, c'est une prison réservée à des prisonniers purgeant des peines de prison à vie et des condamnés à mort. À la suite du moratoire de 1996 sur l'exécution des peines de mort, les peines de mort furent automatiquement commuées en peines de prison à vie. Il y a environ 193 détenus incarcérés dans la prison, qui est connue sous le nom officiel de prison N° OE 256/5 – et « Piatak » parmi les détenus (elle est nommée ainsi d'après le dernier chiffre du nom officiel).

## Source
- (en) Cet article est partiellement ou en totalité issu de l’article de Wikipédia en anglais intitulé « Ognenny Ostrov » (voir la liste des auteurs).